# 劉子真
劉 子真（りゅう ししん、大明元年(457年) - 泰始2年10月1日(466年10月25日)）は、南朝宋の皇族。始安王。孝武帝劉駿の十一男。字は孝貞。

## 経歴
劉駿と謝昭容のあいだの子として生まれた。大明5年（461年）8月、始安王に封じられた。輔国将軍・呉興郡太守に任じられた。大明7年（463年）5月、使持節・監広交二州始興始安臨賀三郡諸軍事・平越中郎将・広州刺史に転じたが、赴任しなかった。征虜将軍・南彭城郡太守となり、領石頭戍事をつとめた。景和元年（465年）、丹陽尹に任じられた。9月、南兗州刺史に転じた。
泰始2年（466年）、左将軍・丹陽尹に任じられた。10月乙卯、明帝により死を賜った。

## 伝記資料
- 『宋書』巻80 列伝第40
- 『南史』巻14 列伝第4